# Anthophora ponomarevae
Anthophora ponomarevae är en biart som beskrevs av Brooks 1988. Anthophora ponomarevae ingår i släktet pälsbin, och familjen långtungebin. Inga underarter finns listade i Catalogue of Life.